# Mitologia celtycka
Mitologia celtycka – zespół wierzeń wyznawanych przez plemiona celtyckie przed przyjęciem przez nie chrześcijaństwa.

## Wprowadzenie
Podobnie jak inne ludy europejskie, przed przyjęciem chrześcijaństwa Celtowie byli ludem, którego religia miała charakter politeistyczny. Niektóre spośród składających się na ich religię mitów zostały utrwalone przez kronikarzy, a elementy ich mitologii wywarły wpływ na nowożytną cywilizację europejską.
Obecnie znaną mitologię celtycką można podzielić na trzy główne podgrupy powiązanych ze sobą wierzeń:
- goidelską – irlandzką, mańską i szkocką
- brytańską na wyspach – walijską i kornwalijską
- brytańską kontynentalną, obecną na kontynencie europejskim

Kultura celtycka oraz istniejące w jej obrębie religie nie wykazywały podobnej ciągłości ani jednorodności, jak kultura łacińska czy grecka. Zgodnie z obecną wiedzą każde z plemion zamieszkujących rozległy obszar wpływów celtyckich miało swoje bóstwa lub duchy miejsc. Bardzo niewiele spośród przeszło 300 znanych bóstw było czczonych w rzeczywistości.

## Najważniejsze bóstwa

### Dagda
Najwyższym bogiem panteonu celtyckiego wydaje się Dagda. Jego imię oznacza Dobry Bóg – dobry nie tylko w sensie moralnym, lecz we wszystkim, co robił (wszechpotężny). Uosabia on postać ojca, protektora plemienia; jest też bogiem zasadniczym, źródłem wierzeń w inne celtyckie bóstwa płci męskiej, które w istocie były jego odmianami. Bogowie celtyccy byli istotami dosyć mocno nieokreślonymi – być może powinno się ich traktować raczej jako klan, niż jako sformalizowany panteon. W pewnym sensie wszystkie bóstwa celtyckie były podobne greckiemu Apollinowi, którego nigdy nie udało się określić jako boga o konkretnie przypisanej funkcji.
Opowieści irlandzkie opisują Dagdę jako postać o niezwykłej mocy, wyposażoną w maczugę i kocioł. W Dorset znajduje się znany, wycięty w kredowej glebie, kontur ityfallicznego giganta z maczugą. Mimo iż prawdopodobnie powstał w czasach rzymskich, możliwe jest, że symbolizuje on Dagdę. W Galii przedstawiano go jako Sucellusa, mężczyznę z młotem i pucharem.

### Morrigan
Małżonka Dagdy była znana pod różnymi imionami,  z których najczęstszym było Morrigan (Królowa Demonów), czasem wymawiane jako Morrigna. Nazywano ją też Nemain (Panika) albo Badb Catha (Kruk Bitwy), wierzono, iż zmienia się we wronę bądź w kruka i syci się widokiem krwi na polu walki.

### Belenus
Belenus miał charakter bóstwa raczej regionalnego, czczonego głównie w północnej Italii i na zamieszkanym przez Galów wybrzeżu Morza Śródziemnego. Był przede wszystkim bogiem rolnictwa, z którym łączyło się wielkie święto Beltane.

### Lug
Ważne w religii celtyckiej stanowisko tego boga (znanego też jako Lugh) wskazują liczne miejsca występowania jego imienia, z których najbardziej znane to Lugdunum (obecnie Lyon) oraz Lugdunum Batavorum (obecnie Leiden). W mitach celtyckich (w których późno znalazł się wśród bóstw) przedstawiany jest zawsze jako młody mężczyzna, którego bronią była włócznia i proca. Ku jego czci urządzano święto Lughnasadh.

### Inni bogowie
Celtowie czcili również wiele innych bóstw, o których wiadomo niewiele poza ich nazwami. Wśród nich występowali: Brigit (lub Brigid), córka Dagdy; boginie natury, jak Tailtiu i Macha czy Epona, bogini koni. Wśród bóstw płci męskiej byli m.in. Cú Roí oraz nieśmiertelny piwowar Goibniu.
Bardzo dawnym bogiem był z pewnością Cernunnos („Rogaty”, którego wizerunek prawdopodobnie znajduje się na srebrnym naczyniu znalezionym w duńskim Gundestrup, datowanym na II-I w. p.n.e. Lukan w I wieku n.e. wymienia ważnych bogów o imionach: Taranis, Teutates i Esus, o których archeologiczne świadectwa celtyckie dają nie dość dowodów na to, jak ważnymi były bóstwami.
Niektóre z nich mogły być jedynie odmianami (postaciami) innych, np. gallo-romańska bogini koni Epona mogła przeistoczyć się w walijską boginię Rhiannon czy w najbardziej czczoną w irlandzkim Ulsterze Machę.

## Kulty celtyckie
Wcześni Celtowie nie budowali świątyń ku czci swoich bóstw; uważali natomiast pewne gaje (nemeton) za święte i godne tego, aby być miejscami kultu. Niektóre drzewa same były uważane za święte. Ważność drzew w religii celtyckiej uwidacznia fakt, że sama nazwa plemienia Eburonów odwołuje się do drzewa cisowego, a w irlandzkich mitach pojawiają się nazwy takie, jak Mac Cuilinn (syn ostrokrzewu) czy Mac Ibar (syn cisu).
Celtowie zaczęli budować świątynie dopiero w okresie wpływów rzymskich, gdy to Galowie i Brytowie poddani zostali latynizacji a zwyczaj ten przeszedł później na plemiona germańskie, które zgermanizowały pozostałych Celtów.
Pisarze rzymscy podkreślali, jakoby Celtowie na dużą skalę składali ofiary z ludzi. W źródłach irlandzkich istnieją marginalne dowody na poparcie tego poglądu. Większość z informacji o tym to jednakże "fakty z drugiej ręki" i pogłoski. Niewiele odkryć archeologicznych mogłoby je potwierdzić, zatem większość współczesnych historyków uważa, iż ofiary z ludzi w kulturach celtyckich były zjawiskiem bardzo rzadkim.
Istniał również kult wojowników, koncentrujący się na uciętych wrogom głowach. Celtowie zaopatrywali zmarłych w broń i inne wyposażenie, co oznacza, że wierzyli w życie pozagrobowe. Przed pogrzebem ucinali oni zmarłemu głowę i rozrywali czaszkę, aby jego duch nie mógł wędrować.
Mówiąc o Celtach, nie sposób pominąć Druidów. Te postacie, uromantycznione w późniejszych czasach, były po prostu typową dla wszystkich wczesnych społeczności indoeuropejskich klasą szamanów. Innymi słowy, byli oni odpowiednikiem indyjskiej kasty braminów lub irańskich magi i, tak samo jak tamci, specjalizowali się w uprawianiu magii, ofiar i wróżbiarstwa.
Kojarzeni są szczególnie z dębem i jemiołą; tej drugiej być może używali do wytwarzania lekarstw lub środków halucynogennych. Aby wyjaśnić skojarzenie, uważa się, że słowo druid pochodzi od rdzenia słowotwórczego oznaczającego dąb, choć rdzeń ten, prawdopodobnie indoeuropejski, ogólnie oznaczał solidność.
Bardowie, z drugiej strony, byli tymi, którzy wychwalali czyny i odwagę wojowników plemienia. Kultura celtycka nie była kulturą historyczną, co znaczy, że nie ma spisanej historii; była to historia przekazywana ustnie; nie oznacza to, że była ona łatwo zapominana, bowiem w dziejach, kultury opierające się na ustnych przekazach historycznych przykładają do nich większą wagę niż te oparte na przekazach piśmiennych. Zakłada się, iż szczególnie dobrzy w tym byli bardowie, gdyż słowa w postaci pieśni są łatwiejsze do zapamiętania.
Mogła w dodatku istnieć klasa "jasnowidzów" lub "proroków". Strabon nazywa ich vates, od celtyckiego słowa oznaczającego "natchniony" lub "ekstatyczny".
Jest przeto całkiem możliwe, iż społeczeństwo celtyckie posiadało nie tylko element opartej na rytuałach i cudotwórstwie religii druidów, ale również szamański element kontaktu z zaświatami (światem umarłych).

## Literatura tematu
- Baśnie i legendy Wysp Brytyjskich., „Nasza Księgarnia”, Warszawa 1985.
- Sylwia i Paul F. Botheroyd – Słownik mitologii celtyckiej., Wyd. „Książnica”, Katowice 1998.
- Bogusław Bednarek – Epos europejski., Wydawnictwo Uniwersytetu Wrocławskiego, Wrocław 2001,
- M. Dillon, N., K. Chadwick – Ze świata Celtów., Warszawa 1975.
- Elizabeth Hallam – Bogowie i boginie., Wyd. Diogenes, Warszawa 1998.
- M. Heaney – Za dziewiątą falą. Księga legend irlandzkich., Wyd. „Znak”, Kraków 1996.
- Jerzy Gąssowski – Mitologia Celtów., seria: "Mitologie świata", Wyd. Artystyczne i Filmowe, Warszawa 1979.
- Lady Gregory – O Świętym Brendanie żeglarzu tudzież o innych świętych i bohaterach Irlandii., Oficyna Literacka, Kraków 1998.
- Andrzej M. Kempiński – Słownik mitologii ludów indoeuropejskich., Warszawa 1993.
- J. i C. Matthews – Mitologia Wysp Brytyjskich., Dom Wydawniczy REBIS, Poznań 1997.
- Mabinogion. Cztery gałęzie Mabinogi., Armoryka, Sandomierz 2008.
- Mabinogion. Pięć opowieści Walijskich., Armoryka, Sandomierz 2008.
- Mabinogion. Romanse arturiańskie., Armoryka, Sandomierz 2008.
- Stuart Piggot – Druidzi., Wyd. RTW, Warszawa 2000.
- Janina Rosen-Przeworska – Religie Celtów., Warszawa 1971.
- Táin czyli uprowadzenie stad z Cuailnge., Ludowa Współdzielnia Wydawnicza, Warszawa 1983.
- Tadeusz Zubiński – Wyspa zaczarowana. Celtyckie mity i legendy dawnej Irlandii., Armoryka, Sandomierz 2008.
- Tam Lin i Królowa Elfów; prastare legendy i opowieści z Wysp Brytyjskich., Armoryka, Sandomierz 2008.

### Obcojęzyczna
- Miranda J. Green: Dictionary of Celtic Myth and Legend. New York: Thames and Hudson, 1992, ISBN 0-500-27975-6.
- Proinsias MacCana: Celtic Mythology. New York: Hamlyn, 1970, ISBN 0-600-00647-6.
- James MacKillop: Dictionary of Celtic Mythology. Oxford: Oxford University Press, 1998, ISBN 0-19-280120-1.
- John Matthews: Classic Celtic Fairy Tales. Blandford Books, 1997, ISBN 0-7137-2783-7.
- Patricia Monaghan: The Encyclopedia of Celtic Mythology and Folklore. New York: Facts on File, Inc., 2004, ISBN 0-8160-4524-0.
- M.L. Sjoestedt: Gods and Heroes of the Celts (tłum. Myles Dillon), 1949; [reprint] Berkeley (CA): Turtle Press, 1990, ISBN 1-85182-179-1.